# 大教堂岩
77°51′S 162°36′E / 77.850°S 162.600°E
大教堂岩是南極洲的岩石，位於維多利亞地的斯科特海岸，處於費拉爾冰川南部，屬於皇家學會嶺的一部分，長15公里，在1902年12月7日由英國探險隊發現和命名。